# رود کلیازما
رود کلیازما رودی است که از ابلاست‌های نیژنی نووگورود، ایوانوف، ولادیمیر و مسکو در کشور روسیه می‌گذرد و ریزابه چپ رود اوکا محسوب می‌شود.این رود ۶۸۶ کیلومتر طول و مساحت حوضه آبریز آن ۴۲٬۵۰۰ کیلومتر مربع است.این رود از ماه نوامبر تا نیمه آوریل یخ می‌بندد.
شهرهای گوروخوفتس، پاولوفسکیی پوساد، ولادیمیر، کووروف، شچیولکوفو، لوسینو-پتروفسکیی، نوگینسک، اورخوفو-زویفو، سوبینکا و ویازنیکی در کرانه این رود قرار دارند.